# Matas do Louriçal
Matas do Louriçal é uma localidade portuguesa em que metade se situa na freguesia do Louriçal, Município de Pombal, Distrito de Leiria e outra metade na freguesia de Marinha das Ondas, Município de Figueira da Foz, Distrito de Coimbra. Fica situada entre Cipreste, Marinha das Ondas e Foitos. Está distanciada cerca de 7 km do Louriçal.

## Significado do nome
Etimológico: Terreno cheio de árvores silvestres; bosque; arvoredo; grande porção de hastes; grande quantidade.
Popular: Antigamente as pessoas habitavam numa pequena aldeia chamada furadouro. Esta aldeia tinha um rio (rio do furadouro) que nos Invernos rigorosos passava a sua margem provocando cheias, porque esta aldeia situava-se num vale. Verificou—se então uma desabitaçào nesta aldeia pois as pessoas começavam a deslocar-se mais para cima, para um lugar florestal (com mato alto e silvas), o terreno era melhor, mais fértil e com melhores condições. No furadouro existe agora uma só pessoa, o Sr. António Salvador que vive perto do rio com o seu moinho de água.

## História
A primeira referência sobre esta terra é de 1836 no registo Paroquial. Nesta época existiam 51 casas.